# Protochondracanthus
Protochondracanthus is een geslacht van eenoogkreeftjes uit de familie van de Chondracanthidae. De wetenschappelijke naam van het geslacht is voor het eerst geldig gepubliceerd in 1950 door Kirtisinghe.

## Soorten
- Protochondracanthus alatus (Heller, 1865)
- Protochondracanthus trilobatus (Pillai, 1964)